# Bukit Alurbaung
Bukit Alurbaung är en kulle i Indonesien.   Den ligger i provinsen Aceh, i den västra delen av landet, 1 600 km nordväst om huvudstaden Jakarta. Toppen på Bukit Alurbaung är 73 meter över havet.
Terrängen runt Bukit Alurbaung är platt.Runt Bukit Alurbaung är det mycket tätbefolkat, med 1 018 invånare per kvadratkilometer. I omgivningarna runt Bukit Alurbaung växer i huvudsak städsegrön lövskog.